# 50mm軽迫撃砲RM-41

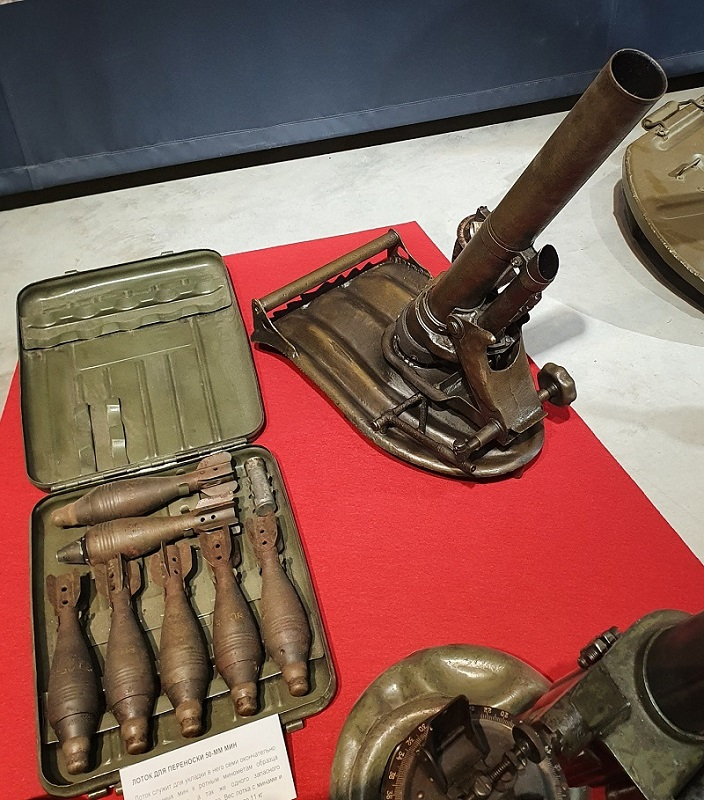

50mm軽迫撃砲RM-41（50みりけいはくげきほうPM-41、ロシア語: 50-мм ротный миномет обр. 1941 г.）は第二次世界大戦でソビエト連邦赤軍が使用した軽迫撃砲である。

## 概要
ротный минометとはロシア語で中隊迫撃砲という意味である。
50mm軽迫撃砲RM-38の後継機として開発され1941年に採用された物で、仰角は45度と75度の二種類のみの固定で射程の調整は砲身基部のダイヤルを回すことでガス抜き穴を調節して行われた。
ダイヤルの距離目盛は100m, 120m, 140m, 160m, 180m, 200m, 300m, 400m, 500m, 600m, 700m, 800mが刻まれていて、角度を75度にすると目盛りの半分の距離になる。
折りたたんで一人で背負って運ぶことが出来る。
ドイツ国防軍による鹵獲・使用の記録は残されていないが、5cm迫撃砲200（r）の名称が識別のために与えられている。

## スペック
- 最低射程：50m
- 最大射程：800m
- 重量：10Kg
- 口径：50mm
- 砲弾重量：0,85Kg
- 初速：97m/s